# Tommy Potter
Charles Thomas Potter (Filadelfia, Pensilvania, 21 de septiembre de 1918 - 1 de marzo de 1988) fue un contrabajista estadounidense de jazz.

## Trayectoria
Su primer trabajo fue con John Malachi (1943), entrando a formar parte poco después en la big band de Billy Eckstine, con quien permanece hasta 1945, coincidiendo con Charlie Parker y Dizzy Gillespie. Después trabajaría en pequeños grupos con Max Roach, Charlie Parker (una gira por Europa con JATP), Stan Getz, Count Basie y, nuevamente Eckstine, ya en 1950. En esa década tocará con Artie Shaw, Earl Hines y Bud Powell, entre otros, antes de formar su propio trío.
En los años 1960, tocó con Harry Edison, Buck Clayton, Cecil Lloyd, Al Cohn, Richie Kamuca, Buddy Tate y Jimmy McPartland, abandonando después la escena musical para desarrollar actividades de animación en hospitales, regresando sólo muy esporádicamente a los escenarios.

## Estilo
Según algunos autores, Potter lo tenía todo: Sonido amplio, imaginación y sentido del acompañamiento.

## Discografía (1950-1962)
con Gene Ammons
- All Star Sessions (Prestige, 1950-55 [1956])

con Jimmy Forrest
- Out of the Forrest (Prestige, 1961)
- Sit Down and Relax with Jimmy Forrest (Prestige, 1961)
- Most Much! (Prestige, 1961)
- Soul Street (New Jazz, 1962)

con Willis Jackson
- Please Mr. Jackson (Prestige, 1959)
- Cool "Gator" (Prestige, 1959)
- Blue Gator (Prestige, 1959)
- Together Again! (Prestige, 1959 [1965]) - con Jack McDuff
- Together Again, Again (Prestige, 1959 [1966]) - con Jack McDuff

con Sonny Stitt
- Kaleidoscope (Prestige, 1950 [1957])
- Stitt's Bits (Prestige, 1950 [1958])
- Stitt in Orbit (Roost, 1962)

con Phil Woods
- Four Altos (Prestige, 1957) - con Gene Quill, Sahib Shihab y Hal Stein